# Moniteur ottoman
Il Moniteur Ottoman era un giornale scritto in lingua francese e pubblicato per la prima volta nel 1831 su ordine di Mahmud II. Fu la prima gazzetta ufficiale dell'Impero Ottomano, curata da Alexandre Blacque a spese della Sublime Porta. Il suo nome si riferiva forse al quotidiano francese Le Moniteur Universel. È stato pubblicato settimanalmente. Mahmud II desiderava influenzare gli europei.
Takvim-i Vekayi fu pubblicato pochi mesi dopo, inteso come traduzione del Moniteur in turco ottomano.
Dopo essere stato curato dall'ex Console Danese "M. Franceschi", e successivamente dall'egiziano "Hassuna de Ghiez", è stato infine curato da Lucien Rouet. Tuttavia, affrontando l'ostilità delle ambasciate, fu chiuso negli anni 1840. Il titolo della pubblicazione è stato utilizzato in Othōmanikos Mēnytōr (greco: Οθωμανικός Μηνύτωρ), l'edizione greca di Takvim-i vekayi.